# برايان هينينغر
برايان هينينغر (بالإنجليزية: Brian Henninger)‏ هو لاعب غولف أمريكي، ولد في 19 أكتوبر 1962 في ساكرامنتو في الولايات المتحدة.

## وصلات خارجية
- برايان هينينغر على موقع رابطة لاعبي الغولف المحترفين (الإنجليزية)
- برايان هينينغر على موقع التصنيف العالمي الرسمي للغولف (الإنجليزية)